# San Giovanni dei Fiorentini
La basílica de San Giovanni dei Fiorentini és una de les esglésies situades a la ciutat de Roma dedicada a Sant Joan Baptista, (considerat el protector de Florència), va ser iniciada al segle xvi (1523) i completada al segle xviii (1734) situada a l'inici de la Via Giulia com església nacional dels fiorentini (florentins) a Roma. És una basílica menor i parròquia romana.

## Història
La revolució urbanística plantejada pel Papa Juli II Della Rovere es va concretar l'any 1508 amb l'obertura de la via Giulia, la qual conduïa cap al Vaticà. En el mateix any de 1508 hi ha el primer projecte a càrrec de Donato Bramante per una gran església.
Aquest primer projecte no es va realitzar i es va fer un concurs públic on participaren els artistes Jacopo Sansovino, Raffaello Sanzio, Giuliano da Sangallo i Baldassarre Peruzzi. El vencedor va ser Jacopo Sansovino, qui va iniciar la construcció l'any 1519 que de seguida va trobar problemes constructius per estar prop del riu Tíber. El 1559 van encomanar a Michelangelo Buonarroti fer el projecte d'aquesta església i ell va imaginar una església de planificació centralitzada, fent cinc dibuixos i encomanà una maqueta al seu alumne Tiberio Calcagni, tanmateix aquest projecte no es va portar a terme.
L'edifici actual de l'església es portà a terme amb la participació de Giacomo della Porta que estableix una església de planta basilical amb tres naus sobre pilars amb arcs i cinc capelles laterals i absis amb tres conques.
La conclusió d'això passarà només amb Carlo Maderno, qui reduirà el projecte de Giacomo della Porta, concloent l'absis i el transsepte amb tres parets planes. L'absis es va mantenir sense decoració fins a la dècada de 1640, quan ell va encarregar a Pietro dona Cortona d'establir una fusta temporal i guix amb impressionants pintures. Es va instal·lar un grup escultòric colossal creat per Francesco Mochi. L'església, però, va ser només acabada el 1734 / 1738 per Alessandro Galilei, que va morir un any abans de la finalització de la façana.

## El títol cardenalici
San Giovanni Battista dei Fiorentini (llatí: Titulus Sancti Ioannis Baptistae Florentinorum) és un títol cardenalici instituït pel Papa Joan XXIII el 12 de març de 1960 mitjançant la constitució apostòlica inter templa.

### Titulars
- Joseph-Charles Lefèbvre (31 de març de 1960 - 2 d'abril de 1973 mort)
- Juan Carlos Aramburu (24 de maig de 1976 - 18 de novembre de 2004 mort)
- Carlo Caffarra, (24 de març de 2006 - 6 de setembre de 2017 mort)
- Giuseppe Petrocchi, (des del 27 de juny de 2018)